# رينولدز كاهون
رينولدز كاهون (بالإنجليزية: Reynolds Cahoon)‏ هو مبشر أمريكي، ولد في 30 أبريل 1790، وتوفي في 29 أبريل 1861 في موراي في الولايات المتحدة.